# Фиджийцы

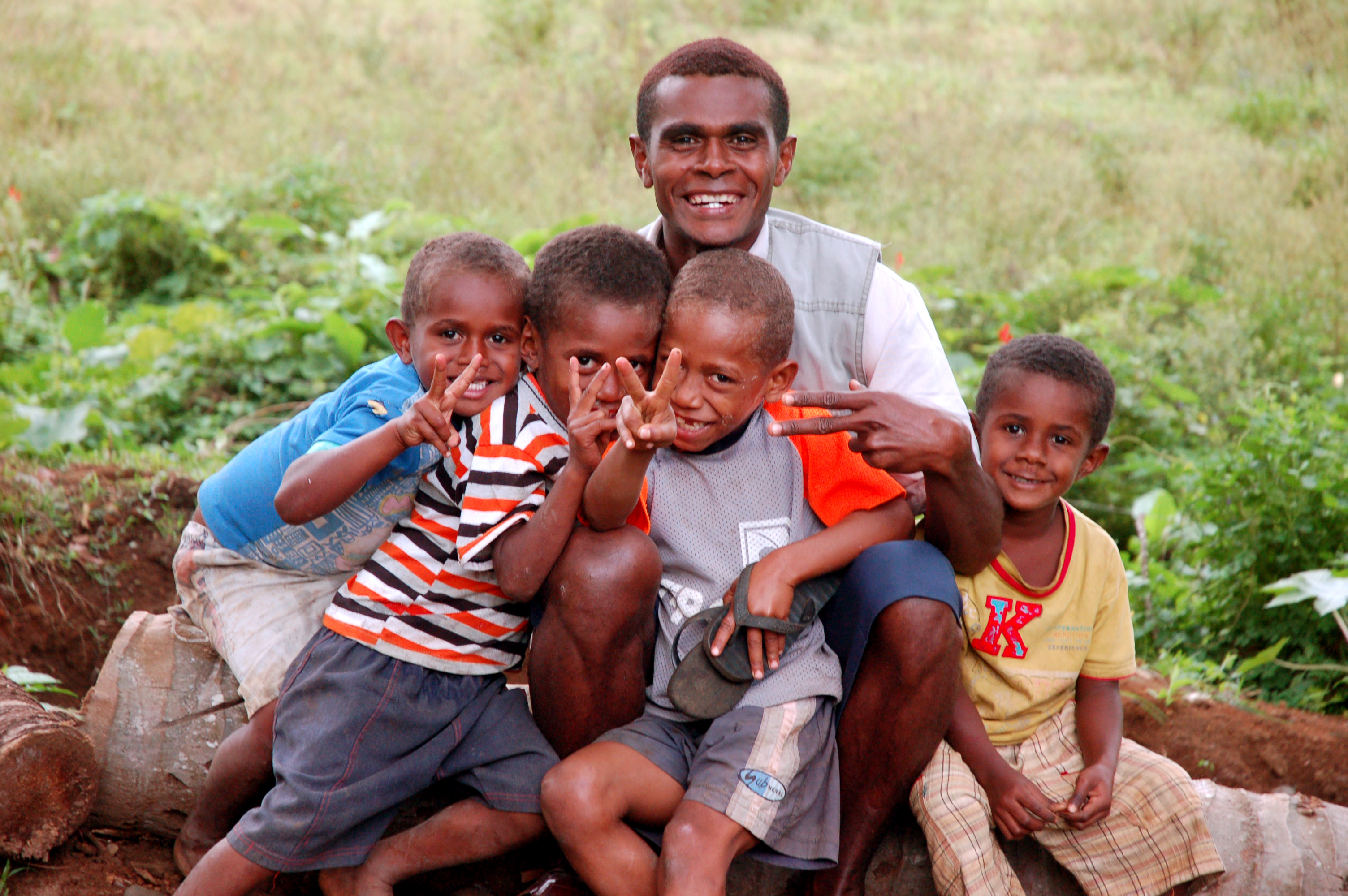

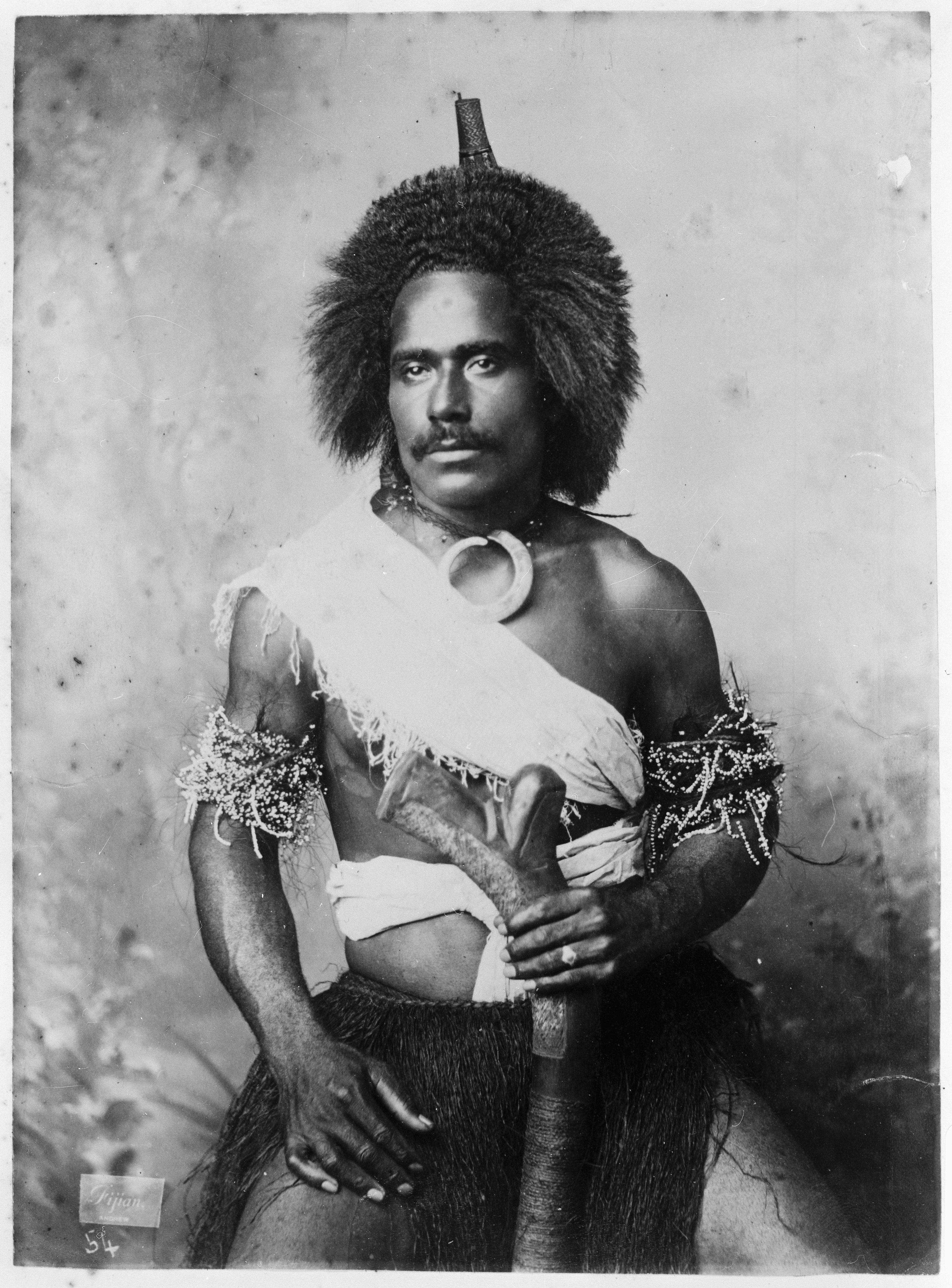
Мужчина-фиджиец

Фиджийцы или Итаукей (англ. Fijians, фидж. I-Taukei) — коренное население островов Фиджи, один из двух основных народов страны. Численность — около 700 тыс. чел., в том числе на Фиджи — 475 739 (2007). Живут также в Новой Зеландии, Австралии, Канаде. По антропологическому типу и культуре являются меланезийцами. 
Говорят на двух фиджийских языках: западнофиджийском и восточнофиджийском. Второй очень близок к полинезийским языкам, первый объединяется с языком ротума, а более отдалённо — с восточно-фиджийско-полинезийскими языками. Все вместе они образуют центрально-тихоокеанскую подветвь в составе океанийских языков. Литературный фиджи сложился на основе диалекта мбау. Письменность с XIX века на латинской основе.
По религии, в основном, протестанты (методисты и др.).

## Происхождение
По происхождению фиджийцы связаны прежде всего с меланезийцами. Это были первые поселенцы на островах. Жители горных районов сохранили больше меланезийских черт. В этногенезе фиджийцев принимали участие также тонганцы и самоанцы.
В XIX веке фиджийцы сформировались в единый этнос в условиях колониального господства Великобритании.

## Хозяйство и культура
Основные занятия — ручное земледелие (таро, ямс, маниок, бананы, кокосовая пальма), рыболовство, животноводство. Из ремёсел развито изготовление катамаранов, гончарство, плетение циновок. Население занято также в промышленности.
Жилище — квадратное или овальное в плане, столбовой конструкции.
Одежда — юбки, передники, набедренные повязки. В настоящее время распространена европейская одежда.
Пища — в основном растительная и рыбные блюда. Мясо — редкий и престижный продукт.
Традиционные верования — культы предков, вождей, пережитки тотемизма.
Наиболее популярный вид спорта — регби и его разновидность регби-7 (в этой дисциплине сборная Фиджи в 2016 году завоевала золотые медали Олимпийских игр в Рио-де-Жанейро).